# Hugues Fourage
Hugues Fourage, né le 4 juin 1965 à Vertou (Loire-Atlantique), directeur-adjoint des ressources humaines, est un homme politique français, membre du Parti socialiste.

## Formation et parcours professionnel
Titulaire d’un DEA de droit public obtenu en 1989, Hugues Fourage entame une carrière professionnelle dans l’administration de l’Équipement. En 1995, il devient le secrétaire général de la mairie de Fontenay-le-Comte, aux côtés du maire Jean-Claude Remaud (PS). En conflit avec ce dernier, il quitte ce poste en 2001 pour entrer à la Chambre de commerce et d’industrie de la Vendée comme directeur-adjoint.

## Carrière politique
Hugues Fourage se présente pour la première fois, sous l’étiquette « PS », aux élections cantonales de mars 1992 dans le canton des Essarts, où il affronte Bertrand de Villiers (UDF). Il est battu dès le premier tour, avec 13,28 % des suffrages.
À l’approche des élections municipales de 2001, Jean-Claude Remaud, maire sortant (PS) de Fontenay-le-Comte, en place depuis 1995, souhaite se retirer. Il propose qu’Hugues Fourage, son secrétaire général depuis 1995, puisse lui succéder, en étant investi à la tête d’une liste de la « gauche plurielle ». Mais finalement, le maire sortant repart au combat en candidat dissident, et il conserve son poste à l’issue d’une triangulaire. Hugues Fourage quitte alors son emploi à la mairie pour un poste de directeur-adjoint à la Chambre de commerce et d’industrie de la Vendée, et il prend la tête d’un groupe d’opposition au conseil municipal.
Les élections municipales de 2008 voient cet affrontement se poursuivre. Hugues Fourage est de nouveau candidat à la tête d’une liste « PS-Les Verts », tandis que le maire sortant se représente sous l’étiquette « PRG ». Au 2d tour de scrutin, Jean-Claude Remaud s’étant retiré, Hugues Fourage l’emporte cette fois à l’issue d’une quadrangulaire dans laquelle s’affrontent la liste qu’il conduit, à gauche, une liste de centre-droit (Béatrice Moinard), une liste UMP-MPF (Alain Coulas) et une liste s’affichant « ni droite ni gauche » (Michel Muller).
Dans la foulée, Hugues Fourage prend la présidence de la communauté de communes du Pays-de-Fontenay-le-Comte. Il préside le conseil communautaire de la structure entre 2008 et 2014.
Il est élu conseiller régional des Pays de la Loire en 2010, sur liste emmenée par Jacques Auxiette.

## Élections législatives françaises de 2012
Candidat PS aux élections législatives de juin 2012 dans le 5e circonscription de la Vendée, il est élu au second tour de scrutin en recueillant 51,44 % des suffrages face au candidat UMP Joël Sarlot. Son suppléant est Daniel Ringeard, maire de Champagné-les-Marais et conseiller général (PS) de Chaillé-les-Marais.

## Activité parlementaire
Inscrit au Groupe Socialiste, Républicain et Citoyen, Hugues Fourage est membre de la commission des lois de l'Assemblée Nationale.
En novembre 2015, la proposition de loi qu'il cosigne avec d'autres députés socialistes pour contrôler les publications médiatiques dans le cadre de l’état d’urgence déclenche une controverse.
Il est porte-parole du groupe socialiste de 2014 à 2017.

## Mandats
- Conseiller municipal de Fontenay-le-Comte et conseiller communautaire du Pays de Fontenay-Vendée (2014- en cours)
- Maire de Fontenay-le-Comte (2008-2014)
- Président du conseil communautaire de la communauté de communes du Pays-de-Fontenay-le-Comte (2008-2014)
- Conseiller régional des Pays de la Loire (2010-2012)
- Rapporteur du budget du parc interrégional du Marais poitevin (2010-2014)
- PDG de la société d'économie mixte locale du Pôle d’innovation automobile Sud-Vendée (juillet 2010)
- Député de la Vendée (2012-2017)